# Institut de technologie de Jérusalem
 (mai 2012).
Pour les articles homonymes, voir JCT.
L'Institut de technologie de Jérusalem (en anglais : Jerusalem College of Technology (JCT), en hébreu : בית הספר הגבוה לטכנולוגיה בירושלים), est un Institut juif religieux. Les campus principaux (instituts Lev et Neveh) sont situés à Givat Mordechai (en), un quartier de Jérusalem. D'autres campus sont situés à Givat Shaul (en) ('Machon Tal') et Ramat Gan ('Machon Lustig'). Le JCT délivre des diplômes, licences et maîtrises dans plusieurs domaines d'études combinés avec une étude intensive de la Torah.

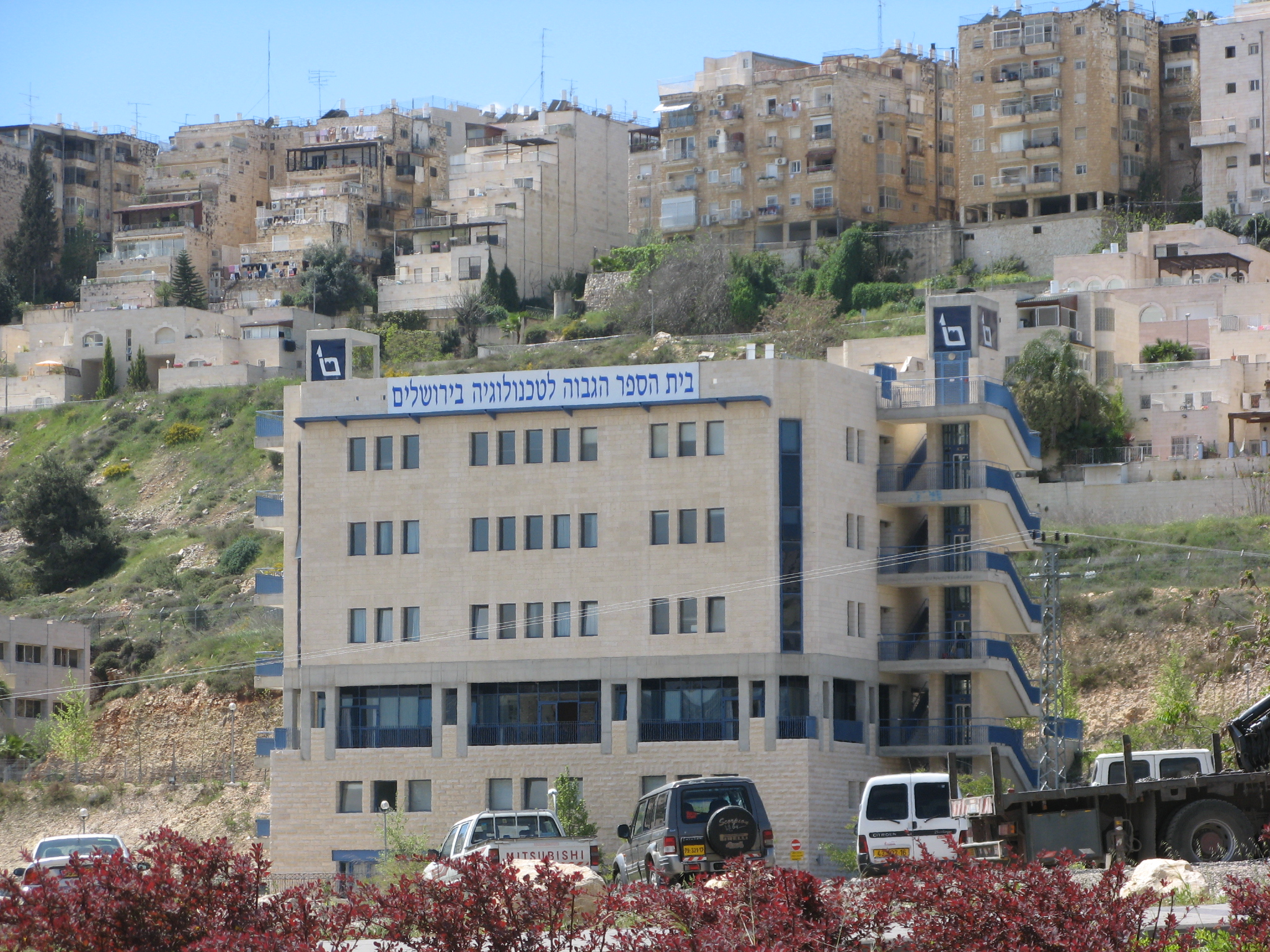
Campus principal du JCT à.

## Historique
L'institut, fondé en 1969 par le professeur Ze’ev Lev (en) (William Low), spécialisé en ingénierie high-tech, gestion industrielle, sciences biomédicales et biologie. Le JCT est particulièrement connu pour sa faculté électro-optique. L'établissement est entièrement accrédité par le Conseil de l'enseignement supérieur en Israël (en), la principale autorité supervisant les institutions académiques d'Israël. Quelque 4 000 étudiants sont actuellement[Quand ?] inscrits au JCT, avec un corps professoral de plus de 500 professeurs, enseignants et chercheurs. La mission de l'université est de former des étudiants « qui voient la synthèse des valeurs juives et d'une profession comme mode de vie ; former des professionnels de grande qualité pour l'industrie high-tech en Israël et qui établiront des industries qui leur sont propres ; Éduquer des leaders industriels s'engageant fermement à Israël, un mode de vie juif, et pour l'amélioration du peuple juif et du monde ». L'objectif du JCT pour apporter l'enseignement supérieur aux communautés défavorisées est plus évident dans leurs programmes EFE (Education for Ethiopians) et Haredi Integration.
Machon Lev possède des campus séparés pour les hommes et les femmes afin de permettre aux communautés orthodoxes et ultra-orthodoxes, qui constituent la majorité de ses étudiants et exigent cette séparation pour des raisons religieuses.

## Les différents établissements
Le JCT est une organisation de plusieurs établissements : 
- Machon Lev - études universitaires combinées avec des études en yechiva pour les hommes ;
- Institut Neveh - études universitaires pour les hommes ayant déjà étudié en yechiva, axées sur l'enseignement d'une profession aux hommes Haredi ;
- Institut Tal (en) - études universitaires combinées avec études religieuses pour les femmes ;
- Institut Da'at - études universitaires combiné avec études religieuses pour les femmes Haredi ;
- Institut Lustig - fondé en 1999 orienté vers les femmes. À l'origine prévu cours préparatoire à l'accréditation Certified Public Accountant (en) (CPA) pour les 26 années qui ont précédé, a maintenant[Quand ?] évolué en fournissant des études universitaires parallèlement à l'Institut Lev.

Le JCT héberge également le Centre d'éthique des affaires de Jérusalem, qui comprend le centre du judaïsme et de l'environnement.

## Diplômes

### Bachelor of Science
- Ingénieur en électronique
- Ingénieur en électro-optique
- Applied Physics/Medical Engineering
- Bio-informatique
- Ingénieur en programmation
- Science de l'informatique
- Chimie par modélisation numérique
- Génie industriel et en gestion
- Soin infirmier

### Bachelor of Arts
- Technology Management & Marketing
- Accounting & information systems

### Maîtrises
- (MBA) - Business Administration
- (MSc) - Telecommunications Systems Engineering

### Teaching Certificate
- Teacher Training in Science (in addition to Bachelor Degree studies)

## Programmes spéciaux

### EFE (Education for Ethiopians)
Le JCT est la première des principales institutions israéliennes d'enseignement supérieur à œuvrer pour l'intégration des immigrants éthiopiens avec le programme EFE (Education for Ethiopians). Le programme EFE se compose d'un programme préparatoire de l'année (Mechina (en)) et d'un programme d'études complet, la plupart des étudiants du programme d'études complet ont d'abord suivi le programme préparatoire de l'année. Le programme EFE dispose de 102 diplômés, 99 % employés, 137 étudiants actuellement[Quand ?] au JCT.

### Programme d'intégration desHaredi
Le Programme d'intégration Haredi au JCT encourage les hommes et les femmes Haredi à poursuivre une carrière universitaire et se compose, tout comme le programme EFE d'un programme préparatoire de l'année (Mechina) et un programme d'études complet. Le programme d'intégration Haredi pour les hommes comprend un programme Atuda (en) de l'Armée de défense d'Israël (combinant armée et études) favorisant l'intégration des hommes de la communauté Haredi dans l'armée israélienne.

### Programmes internationaux
- Yeshiva at Machon Lev

Machon Lev fournit un programme d'un an en Israël, BaAretz Shana, pour les élèves anglophones qui veulent combiner leur année avec une expérience au collège. Les cours sont dispensés en anglais par des professeurs anglophones, les étudiants ont la possibilité de prendre des cours en hébreu avec les Israéliens aussi. Yeshiva à Machon Lev imite le programme israélien ordinaire, sauf pour l'ajout d'un oulpan (cours d'hébreu) pour aider les anglophones s'acclimater à la vie israélienne, ainsi que d'un calendrier scolaire annuel similaire aux collèges juifs en Amérique. Une variété de cours de première année d'université, tels que la programmation, l'économie, la psychologie sont disponibles aux étudiant à Yeshiva at Machon Lev.
- Full Degree in English

Le Programme international de Machon Lev vise à permettre aux Olim (nouveaux immigrants en Israël), ou à ceux qui viennent en Israël afin d'obtenir un diplôme, la chance d'obtenir un diplôme complet en anglais.